# Mira Aroyo
Mira Aroyo (bułg. Мира Аройо; ur. 11 lipca 1977 w Sofii) – brytyjska piosenkarka, keyboardzistka, autorka tekstów i DJ-ka bułgarskiego pochodzenia, członkini zespołu Ladytron, którego była współzałożycielką w 1999 roku, a także producentka i reżyserka. Z wykształcenia genetyczka molekularna.

## Młodość
Urodziła się 11 lipca 1977 roku w Sofii w rodzinie bułgarskiego środowiska chasydzkiego. Mając 10 lat, przeprowadziła się z rodziną do Izraela, a następnie do Wielkiej Brytanii. Pierwszym instrumentem muzycznym, na którym grała, była gitara, a młodości używała również akordeonu. Chociaż jej rodzice byli zaniepokojeni jej decyzją o poświęceniu się muzyce, mimo to wspierali ją i szanowali jej wybór powołania.

## Kariera naukowa
Po ukończeniu studiów licencjackich kontynuowała badania naukowe na studiach podyplomowych z genetyki. Była doktorantką w Oddziale Genetyki Molekularnej na Wydziale Biochemii Uniwersytetu Oksfordzkiego, gdzie jej opiekunami byli dr François-Xavier Barre i prof. David J. Sherratt. W styczniu 2003 roku Wydział Biochemii odnotował, że jest ona absolwentką genetyki.
Była współautorką kilku prac na temat proteiny FtsK-zależnej i FtsK-niezależnej rekombinacji genu Xer u bakterii.
Wbrew twierdzeniom, że ukończyła studia doktoranckie, konkretnie w 2002 roku lub w okolicach tej daty (pisano również w 2008 roku o tym, że była kandydatką), porzuciła naukę i program doktorancki przed jego ukończeniem i uzyskaniem dyplomu. W wywiadzie dla The Sunday Mail z 3 marca 2011 roku wyjaśniła, że „wszyscy mieliśmy pracę, gdy zaczynaliśmy Ladytron, a potem stopniowo ją porzucaliśmy. Byłam genetyczką, robiłam doktorat i zdałam sobie sprawę, że praca laboratoryjna nie jest dla mnie. W tym samym czasie zajmowaliśmy się zespołem Ladytron i sprawiało mi to coraz większą przyjemność. Było łatwiej i przyjemniej”. W wywiadzie z 23 marca tego samego roku, gdy zapytano ją: „Podobno byłaś zapisana jako doktorantka w Oksfordzie. Wydaje się, że to dość prestiżowe stanowisko. Czy kiedykolwiek miałaś wątpliwości, czy porzucić akademię dla Ladytron?”, odpowiedziała: „Tak. Przez pierwsze 3 lata w Ladytron żonglowałam obydwoma, dopóki nie stało się jasne, że będę musiała poświęcić oba, jeśli będę tak dalej postępowała. Byłam młoda i  wydawało mi się, że podróżowanie po świecie i granie muzyki jest o wiele przyjemniejsze”.

## Kariera artystyczna

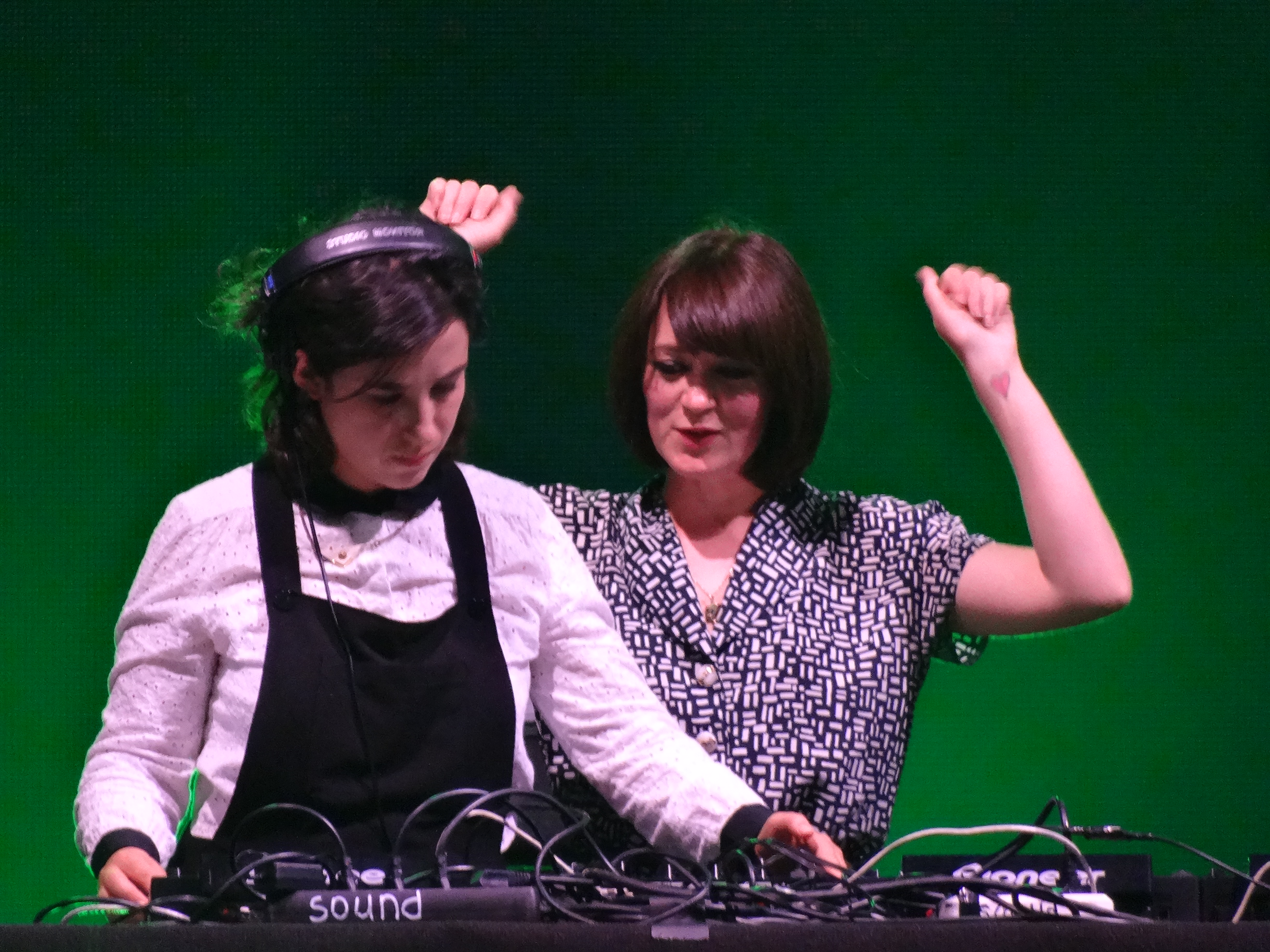
Mira Aroyo z Helen Marnie poczas koncertu zespołu Ladytron na Park Live Festival w Moskwie (2013)

Latem 1999 roku producenci i DJ-e z Liverpoolu Daniel Hunt i Reuben Wu poznali studentkę Helen Marnie podczas różnych występów jako DJ-e, a Mirę Aroyo za pośrednictwem wspólnego znajomego. Mając podobne zainteresowania muzyczne, w tym samym roku założyli zespół elektroniczny Ladytron. Od tamtej pory jest ona drugą wokalistką w zespole, jedną z keyboardzistek i pisze piosenki zarówno w języku bułgarskim, jak i po angielsku. Podczas występów na żywo gra na syntezatorach i okazjonalnie śpiewa.
Współpracowała także z zespołem indiepopowym The Projects, a także z Johnem Foxxem w projekcie John Foxx and the Maths przy piosence „Watching a Building on Fire”.
Do jej ulubionych artystów bądź zespołów należą m.in.: Nick Cave, The Birthday Party, Bob Dylan, Neil Young, Joni Mitchell, Leonard Cohen, Nirvana, Sonic Youth, Pixies, My Bloody Valentine, Pink Floyd, Syd Barrett, Serge Gainsbourg, Woody Guthrie, Cheap Trick, Jeff Wayne, Jane Birkin, Dolly Parton, Blondie, Bill Callahan, Vitalic czy Brian Wilson.
Jest także producentką i reżyserką. Była producentką filmu dokumentalnego z 2018 roku pn. Can You Feel It – How Dance Music Conquered the World. Jest reżyserką serialu dokumentalnego Historia w pytaniach i odpowiedziach z 2020 roku dostępnego w serwisie Netflix.

## Życie prywatne
26 maja 2010 roku poślubiła kuratora fotografii Harry’ego Hardiego. W 2012 roku urodziła się ich córka Noa. Mieszkają w Londynie.
Jest peskatarianką i obrończynią praw zwierząt.
Interesuje się fotografią i architekturą. Zaprezentowała 15-minutowy film krótkometrażowy The Folly, opowiadający o „domku starszej pani, która musi przystosować się do odległego otoczenia, gdy się starzeje”.

## Dyskografia

### Ladytron
- 604 (2001)[1]
- Light & Magic (2002)[1]
- Witching Hour (2005)[1]
- Velocifero (2008)[1]
- Gravity the Seducer (2011)[1]
- Ladytron (2019)[1]
- Time’s Arrow (2023)[1]